# 巴特西
巴特西（英語：Battersea）是英國伦敦旺兹沃思区的一个地方，位于泰晤士河的南岸，以及查令十字的西南方5.6（3.5英里）處。巴特西在《末日审判书》中称为“Patricesy”，歷史上曾是薩里郡的一部分。占地面积0.81平方公里的巴特西公园位于该区。

## 历史
巴特西最早可在一些幸存的盎格鲁-撒克逊地理记录中找到，其原名为“Badrices īeg”，意思是巴德里克岛。与当时许多抄袭平原旁边的教区一样，通过排干沼泽和建造沟渠把这里最低的土地开垦用于农业。
该定居点出现在1086年的《末日审判书》中，被称为“Patricsey”，是一个由威斯敏斯特的圣彼得修道院拥有的巨大的领地。这包括18个插秧田，17块开垦土地；价值42英镑9先令8便士的7个磨坊，82英亩的草地，价值50只猪的树林。
1889年以前，巴特西一直被认定为萨里郡的一部分，之后归属于新成立的伦敦郡。

### 农业
在工业革命之前，巴特西大部分是农田，为伦敦市及周边人口中心提供食物；并拥有特殊种植品类，如在薰衣草山(Lavender Hill)上种植薰衣草，在皮格山上饲养猪（后来成为Shaftesbury Park Estate的场地）或种植芦笋（作为“Battersea Bundles”销售）。18世纪末，巴特西的300多英亩（1.2平方千米）土地被20多名菜农占据，每人租赁从5英亩（24公顷）到近60英亩（24公顷）不等。巴特西与周边地区，如旺兹沃思、厄尔斯菲尔德、图廷和巴尔汉姆——被田野分隔；与其他郊区一样，伦敦的富人和传统庄园的继承人在巴特西和周边地区建造了他们的住宅。

### 工业
该地区的工业集中在巴特西和旺兹沃思边界以外的西北部。旺兹沃思因为处在泰晤士河和旺德尔河的交汇处而兴起。16世纪起，欧洲因宗教迫害而逃亡的新教工匠——胡格诺派人——在此定居，种植薰衣草和花园，并建立了一系列工业，如磨坊、酿酒厂和染色、漂白和印花厂。从1750年代开始，随着工业革命，这里的工业开始沿着泰晤士河向东发展；泰晤士河为运输、蒸汽机和用水密集型工业过程提供了水源。跨越泰晤士河的桥梁促进了发展；位于西边一英里处的普特尼桥建于1729年，1882年重建，而位于北部中心的巴特西桥建于1771年。在河流内陆，农业社区仍然存在。
泰晤士河沿岸许多大型，且在其领域内卓越的公司得以发展；其中尤以摩根坩埚公司和Price's蜡烛公司为著名，前者至今存续并在伦敦证券交易所上市，后者还生产自行车灯油；此外还有Orlando Jones的淀粉厂。1874年的该地区的军事测量地图显示，从尚未建成的旺兹沃思桥的位置到巴特西公园，依次为以下工厂：淀粉制造商、丝绸制造商、圣约翰学院、圣玛丽教堂、麦芽酒厂、磨坊、油脂厂（Price's蜡烛公司）、化工厂、石墨坩埚厂（后来成为摩根坩埚公司）、化工厂、硝酸钾厂和铸造厂。在这些工厂之间，有众多用于船运的码头。
1929年，巴特西发电站开始建造，直至1939年竣工。从18世纪末至相对近期，巴特西尤其是北部巴特西，成为一个受到污染和恶劣住房等问题影响的工业区。
20世纪70年代，这里的工业逐渐衰落并迁离该地区，当地政府为解决战后住房问题进行了大规模清理和规划住房建设。几十年后，随着高收入者对计划中的地铁交通枢纽，附近的公园和河畔房产的需求增加，导致了大量的建筑工程。工厂被拆除并替换成现代公寓楼。一些公共住房已被出售，几家传统的酒馆已成为更时髦的小酒馆。靠近铁路的部分成为了旺兹沃斯最贫困的住房之一。

### 铁路时代

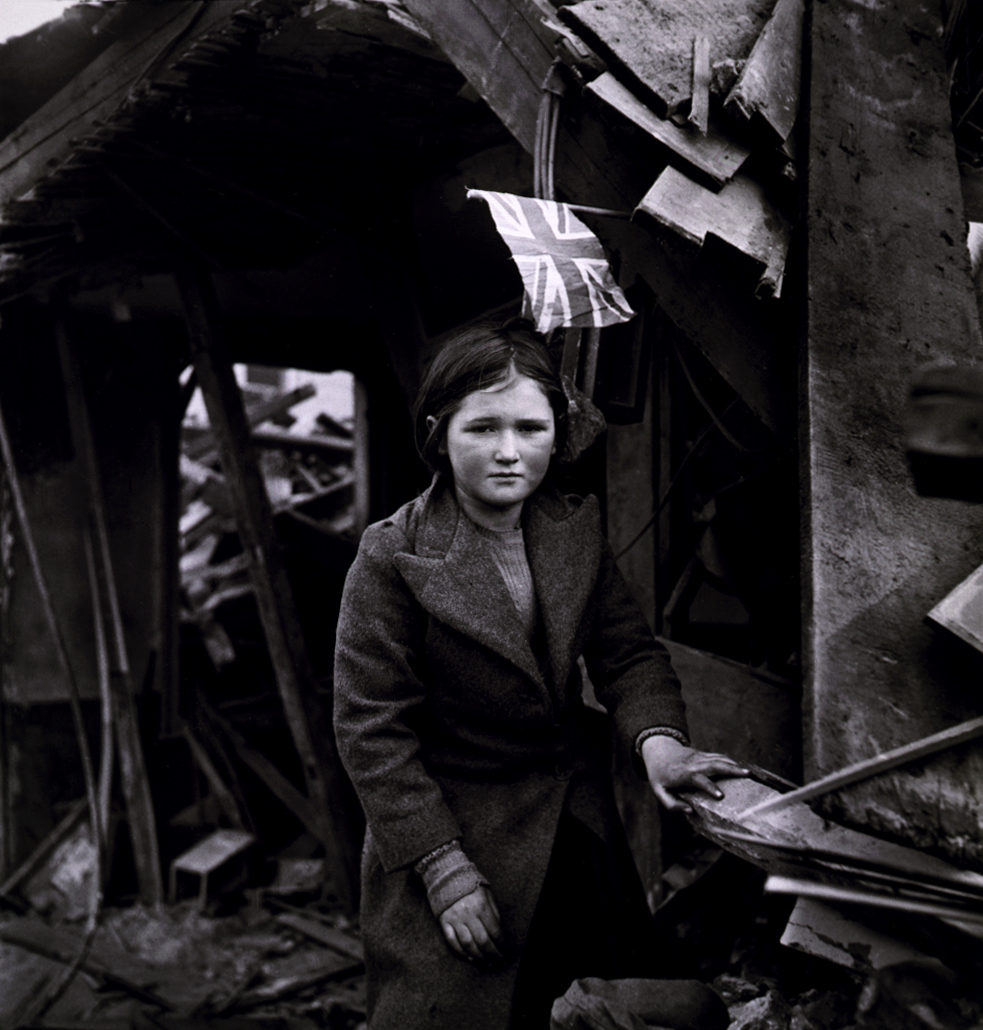
V-2轰炸过后的巴特西，摄于1945年1月27日

铁路使得巴特西发生了根本性的变化。伦敦和南安普敦铁路公司在1838年修建了穿过巴特西的铁路线，并在该地区东北端的九榆树站终止。在接下来的22年里，又修建了其他五条铁路线。就像今天一样，所有从伦敦的滑铁卢和维多利亚终点站出发的火车都要经过这些铁路线。1863年，在该地区的西北部的一个交汇点上修建了一个换乘站，以一个一英里多远的时髦村庄的名字命名，这个站被命名为“克拉珀姆交汇站”，当时曾存在一场呼吁将其改名为“巴特西交汇站”的运动。在19世纪后半叶，巴特西发展成为一个重要的铁路中心，九榆树和朗赫奇两个机车工厂和三个重要的机车调车场（九榆树、斯图尔特车道和巴特西），都位于北巴特西的一个小区域。这个变化非常迅速：人口从1840年的6000人，增加到到1910年的168,000人。除了巴特西公园、克拉珀姆广场、旺兹沃斯广场和一些较小的孤立区域之外，所有其他农田都被建筑覆盖，从北到南是工业建筑，巨大的铁路库房，铁路侧线（其中很多仍然存在），以及为工人提供的廉价住房。在东西主要铁路线的北部，以及逐渐向南边扩展的则是更精致的住宅联排别墅。
铁路的发展促使政府火将其建筑物设在克拉珀姆交汇处周围的地区，在19世纪80年代和90年代沿薰衣草山开发了一系列新的市政建筑群，包括市政厅、图书馆、警察局、法院和邮局。位于火车站对角线的阿丁和霍布斯百货公司在1885年建造时是同类商店中最大的一家。火车站附近的街道逐渐发展成为一个区域性购物区。位于车站对面还有一个大型音乐厅——大剧院，现在作为夜总会和小型乐队演出的场所；市政厅旁边还有一座大型剧院（莎士比亚剧院，后来经过轰炸损坏后重新开发）。这些围绕火车站的建筑将该地区的中心向南移，边缘化了巴特西高街（原主要街道）。

## 政府
英格兰地方政府传统的基础部分是领主庄园，后来则是教区。巴特西的治理可以追溯到693年，当时领主庄园由柏京修道院的圣玛丽修女院持有。1066年诺曼征服后，领主庄园的控制权转移到西敏寺手中，在1540年的修道院解散时结束。巴特西是修道院仅有的三个直接由修士监督的领地之一，而不是出租给租户。地方控制权归修道院委任的一个官员，该官员被称为警卫、长官或警官，他的责任是监督庄园的农场仆人，执行和指导庄园租户执行的习俗性工作。

1916年时巴特西都会1885年都会管理法案自治市的地图

1540年后，国王将领主庄园的所有权短期出租给一系列个人，直到大约1590年它落到威尔特郡里迪亚德·特雷戈兹的圣约翰家族的手中，他后来成为圣约翰男爵和以及博林布鲁克子爵。博林布鲁克家族在接下来的173年里控制着这块领地。直到1763年，潦倒不堪的弗雷德里克·圣约翰，第二代博林布鲁克子爵出售了领主庄园以帮助偿还他的众多债务。巴特西至此被转到斯宾塞家族手中——约翰·斯宾塞，第一代斯宾塞伯爵。
斯宾塞家族拥有此庄园期间，对该地区引入了重要的土地所有权的变化。该家族拥有许多庄园，例如北安普敦郡的阿尔索普和诺丁汉郡的威斯顿。在当地，他们的利益集中在温布尔登。在他们的管理期间，大片土地被出售，特别是在 1761 年和 1835 年至 1838 年期间，这导致了更多小规模庄园的发展，对该地区的后期发展产生了影响。
这段时期的管理相对宽松。领主主要负责教堂的任命与教堂建筑的维护，排水以及指导庄园佃户的任务。一个斯宾塞家族的人在1771年到1772年负责修建了本地第一座跨越泰晤士河的桥梁——巴特西大桥。虽然巴特西在第二个千年的前七个世纪中发生了一些缓慢的变化，但直到后来才出现了更大的地方政府必要性的迫切需求。
巴特西教区委员会自1742年以来继续增加其重要性，特别是在贫困法律行政和排水方面。随着《1855年都市管理法案》的制定和大都市工程委员会的成立，排水方面的责任被从教区委员会中撤除；大都市委员会负责跨伦敦的排水和下水道，而当地的旺兹沃思都会委员会则负责次要下水道和房屋接入下水道系统的责任。正是在旺兹沃思委员会的任期内，巴特西得到了大量的开发；但是，由于巴特西的发展速度如此之快，以至于到1887年，它的人口足够赢得了在《1887年都市管理法案（巴特西和威斯敏斯特）》下重新获得地方自治的案件。巴特西教区委员会一直持续到《1899年伦敦政府法案》的通过，成为了巴特西都会自治市（Metropolitan Borough of Battersea）。
巴特西都会自治市与旺兹沃思都会自治市于1965年合并形成了新的旺兹沃思区。原来的巴特西市政厅成为了现在的巴特西艺术中心。
从1880年开始的一段时期内，巴特西被称为英国激进政治的中心。约翰·伯恩斯在该区成立了英国社会民主联盟的一个分支机构，这是英国第一个组织起来的社会主义政党。经过影响北巴特西居民的码头罢工的动荡，他被选为新成立的伦敦议会代表该区的议员。1892年，他扩大了自己的角色，成为巴特西北部的独立工党的国会议员之一。
巴特西的激进声誉引发了“棕色狗事件”，当时在1904年，英国国家反活体解剖协会寻求许可建造一座纪念一只被活体解剖致死的狗的喷泉。这个由树脂做基座的喷泉，被安装在拉奇米尔休闲公园，后来成为了一个轰动的话题，被医学院的学生和当地民众争夺，一直到1910年才被移走。
该区在1913年选举了约翰 阿奇尔成为伦敦第一位黑人市长，并于1922年选举了生于孟买的共产党成员Shapurji Saklatvala为巴特西的议员；他是两名共产党议员之一。
巴特西目前分为五个旺兹沃思选区。自2017年6月8日以来，代表巴特西选区的国会议员是工党议员Marsha de Cordova。

## 地标建筑

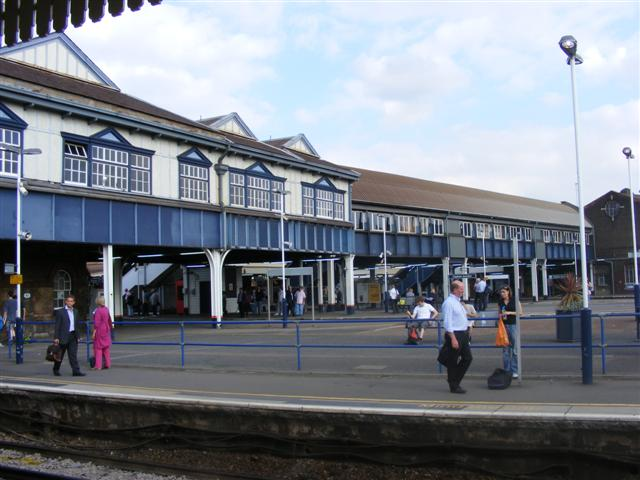
位于巴特西的克拉珀姆交汇站

在现代巴特西辖区内，自东向西有如下地标建筑：
- 新考文特花园市场（英语：New Covent Garden market）：一个主要的水果蔬菜批发市场，由1974年的考文特花园变迁至此，也被认为位于九榆树区内）。
- 巴特西发电站：这座标志性建筑由贾莱斯·吉尔伯特·斯科特爵士设计，建于1929年至1939年期间（在平克弗洛伊德专辑《动物》的封面艺术中，配有飞猪形象）。自2021年以来，这座废弃的发电站外壳已经成为一个大型娱乐和商业综合体。巴特西发电站地铁站也位于此，该站是从肯辛顿经过九榆树地铁站延伸的北线延伸线的终点站。
- 巴特西狗猫之家（英语：Battersea Dogs and Cats Home）：由巴特西狗狗之家发展而来，再之前为流浪与饥饿犬临时之家。于1860年在霍洛威成立并在1871年迁移至巴特西。这是英国最有名的犬类救助机构。也是ITV 1现实纪录电视节目Paul O'Grady: For the Love of Dogs的取景地。[8]
- 巴特西公园：拥有200英亩的绿地，由詹姆斯·佩内索恩爵士在1846年至1864年间设计。1858年开放，其中设有动物园和一座佛教的和平塔
- 诺斯科特路（英语：Northcote Road）：是一条繁华而著名的当地购物街
- 克拉珀姆交汇处火车站：根据旅客换乘量来看，是英国最繁忙的车站之一，并以附近的克拉珀姆镇命名，尽管它位于巴特西地理中心。
- 阿丁和霍布斯百货公司（英语：Arding & Hobbs）大楼：于1912年竣工，曾由TK Maxx和Debenhams占用，直到后者在2021年6月解散。截至2022年12月，这座二级保护建筑正在进行翻新，恢复到20世纪20年代的风貌，其业主商业地产专家W.RE在2020年进行了广泛的社区咨询。
- 圣玛丽教堂，巴特西（英语：St Mary's Church, Battersea）。本尼迪克特·阿诺德被埋葬在这里。四扇彩色玻璃窗庆祝阿诺德、威廉·布莱克、威廉·柯蒂斯和J·M·W·透纳。
- 伦敦直升机场（英语：London Heliport）：伦敦最繁忙的直升飞机场，位于克拉珀姆交汇处北部半英里处。